# Moxostoma breviceps
Moxostoma breviceps es una especie de peces de la familia Catostomidae en el orden de los Cypriniformes.

## Distribución geográfica
Se encuentran en Norteamérica.